# تغليف مقاوم لعبث الأطفال

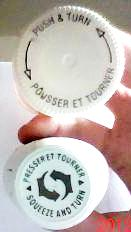
أمثلة لنوعين مختلفين من أغطية الأمان المقاومة لعبث الأطفال

التغليف المقاوم لعبث الأطفال هو التغليف الذي يستخدم للحد من مخاطر ابتلاع الأطفال للأشياء الضارة. وعادة ما يتم ذلك باستخدام غطاء أمان خاص، وهذا ضروري للأدوية التي تُصرف بوصفة طبية وبدون وصفة طبية، وكذلك المبيدات الحشرية والمواد الكيماوية المنزلية. وفي بعض الولايات القضائية، يتم إصدار لوائح تنظيمية خاصة بتغليف الوحدات مثل علب تغليف أشرطة الدواء من أجل سلامة الطفل.
صرحت لجنة سلامة البضائع الاستهلاكية في الولايات المتحدة الأمريكية في حوار صحفي بأنه «لا يوجد ما يسمى بالغلاف المقاوم لعبث الأطفال، لذا فإنك لا تفكر في التغليف على أنه خط الدفاع الأول، لكن يجب عليك اعتبار التغليف أو حتى التغليف المقاوم لعبث الأطفال كخط دفاع أخير.»

## الخلفية
اخترع دكتور هنري بريولت قفل الحاوية المقاوم لعبث الأطفال في 1967.
وأدى تاريخ الحوادث الذي وقع بسبب فتح الأطفال لعبوات منزلية وابتلاع محتوياتها إلى قيام الكونجرس الأمريكي بتمرير قانون التغليف للوقاية من التسمم لعام 1970, والذي تقدم به السيناتور الأمريكي فرانك ي. موس من ولاية يوتا. ومنح هذا القانون لجنة سلامة البضائع الاستهلاكية في الولايات المتحدة الأمريكية السلطة لتنظيم هذا المجال. وزادت التغطية الأولية على مر العقود لتشمل عناصر خطرة أخرى بما في ذلك المواد الكيماوية التي تنظمها وكالة حماية البيئة بالولايات المتحدة|وكالة حماية البيئة، كما أن هناك تنسيقًا لتحسين المعايير الدولية الخاصة بالشروط والبروتوكولات.

## صعوبة الفتح
يمكن أن يشكل التغليف المقاوم لعبث الأطفال مشكلة لكبار السن أو لذوي الاحتياجات الخاصة. وتتطلب اللوائح اختبار التصميمات للتحقق من أن غالبية البالغين يستطيعون فتح التغليف، وتتيح بعض الولايات القضائية للصيادلة توفير الأدوية في عبوات غير مقاومة لعبث الأطفال عند عدم وجود أطفال بالمنزل.

## المتطلبات
تعتمد اللوائح على بروتوكولات اختبارات الأداء الخاصة بالعبوات التي يتم إجراؤها مع وجود أطفال بالفعل لمعرفة ما إذا كانت العبوات يمكن فتحها أم لا. وحاليًا تم إضافة اختبار التغليف لتحديد ما إذا كان باستطاعة كبار السن أو ذوي الاحتياجات الخاصة فتح نفس العبوات.
غالبًا ما يتم الوفاء بمتطلبات التغليف المقاومة لعبث الأطفال من خلال أغطية العبوة التي تستلزم استخدام أسلوبين مختلفين للفتح، وتتوفر المئات من تصميمات العبوات التي يضعها المنتجون في اعتبارهم.

## المعايير
- التغليف المقاوم لعبث الأطفال وفقًا للمعيار ISO 8317 - شروط إجراءات الاختبار للعبوات محكمة الغلق.
- التغليف المقاوم لعبث الأطفال وفقًا للمعيار ISO 13127 — وسائل الاختبار الطبي للعبوات محكمة الغلق لأنظمة التغليف المقاوم لعبث الأطفال
- الجمعية الأمريكية لاختبار المواد D3475 التصنيف القياسي للتغليف المقاوم لعبث الأطفال